# 埃爾戈茨河
47°32′17″N 7°42′50″E / 47.53806°N 7.71386°E

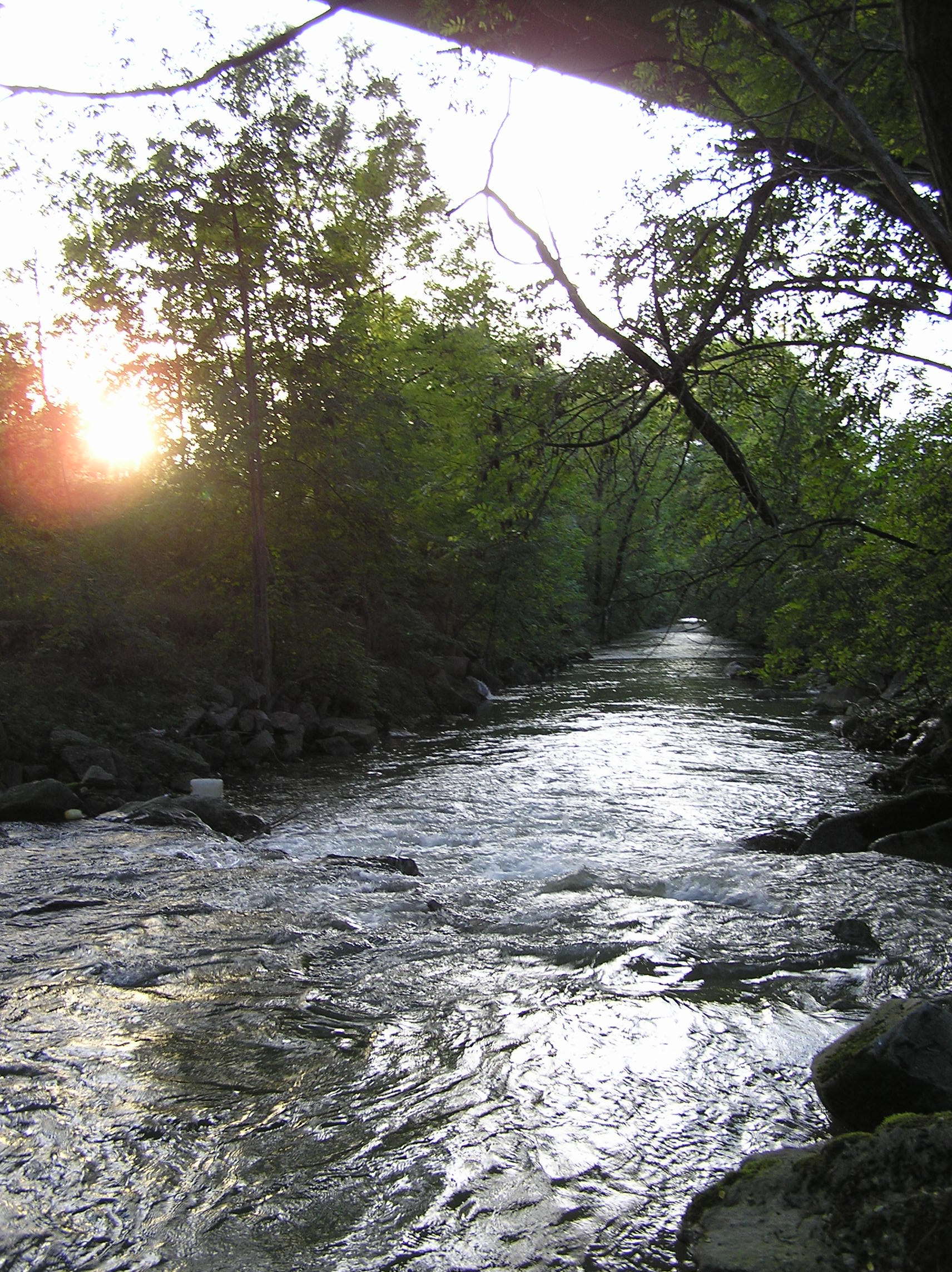

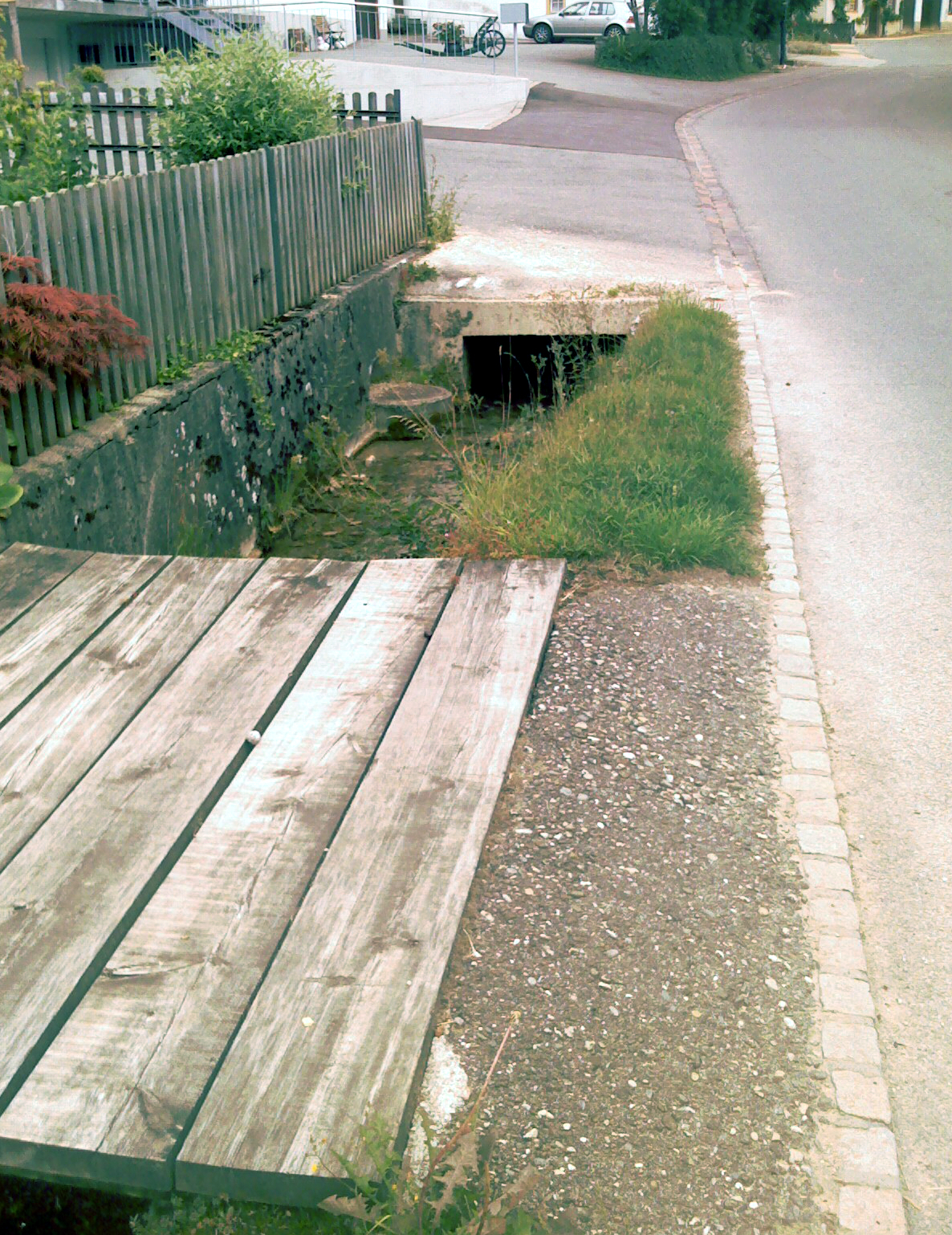

埃爾戈茨河是瑞士的河流，位於巴塞爾鄉村州，屬於萊茵河的支流，集水區面積261平方公里，平均流量每秒3.73立方米，河畔城鎮有錫薩赫和利斯塔爾。

## 外部連結
- Measurement data of the Federal Office for the Environment from 2006 （页面存档备份，存于） (PDF; 55 kB)
- Water in the Jura mountains（页面存档备份，存于）